# Lai Lara
Lai Lara is een bestuurslaag in het regentschap Oost-Soemba van de provincie Oost-Nusa Tenggara, Indonesië. Lai Lara telt 989 inwoners (volkstelling 2010).